# Metaltella arcoiris
Metaltella arcoiris là một loài nhện trong họ Amphinectidae. Loài này phân bố ở Chile.